# Kommission für Wissenschaftliche Untersuchungen in Grönland
Die Kommission für Wissenschaftliche Untersuchungen in Grönland (dänisch Kommissionen for Videnskabelige Undersøgelser i Grønland) war eine Kommission, die sich mit den Forschungsaktivitäten in Grönland beschäftigte.

## Geschichte
Frederik Johnstrup, Professor für Mineralogie an der Universität Kopenhagen, entwickelte Anfang der 1870er Jahre einen Plan für eine koordinierte Langzeitforschung in Grönland. Das Folketing stellte daraufhin Mittel für Expeditionen in den Jahren 1872, 1874, 1876 und 1877 bereit. Um dem Forschungsprogramm eine institutionelle Grundlage zu geben, beantragte Johnstrup 1877 die Einrichtung der Kommission für Wissenschaftliche Untersuchungen in Grönland, was am 11. Januar 1878 vom Innenministerium umgesetzt wurde.
Der Kommission gehörten Personen an, die von Forschungsinstitutionen, der Wirtschaft und Staatsorganen ausgewählt wurden, die mit Grönland zu tun hatten. Die Kommission verfügte über einen Haushalt, aus dem Expeditionen und andere Forschungsaktivitäten bezüglich Grönland finanziert wurden. Daneben registrierte und archivierte sie die Ergebnisse sämtlicher Forschungsaktivitäten. Ab 1879 gab sie die Schriftenreihe Meddelelser om Grønland (MoG) heraus, in der die wichtigsten Forschungsergebnisse publiziert wurden. Zu den bedeutendsten Kommissionsmitgliedern gehörten im Laufe ihrer Historie Hinrich Johannes Rink, Thorvald Stauning, Lauge Koch, Knud Rasmussen und Minik Rosing. 2008 gab die Kommission die Herausgeberschaft für MoG an den Verlag Museum Tusculanums Forlag ab. 2012 wurde sie aufgelöst und am 1. Januar 2014 durch den Grönländischen Forschungsrat (Nunatsinni Ilisimatusarnermik Siunnersuisoqatigiit/Grønlands Forskningsråd/NIS) ersetzt.